# ФК Млади борац Велико Орашје
ФК Млади борац је cрпcки фудбалски клуб из Велико Орашје, општина Велика Плана. Тренутно се такмичи у Подунавско-шумадијској зони, четвртом такмичарском нивоу српског фудбала. 

## Историја
Клуб је основан 1929. године. Боја клуба је црвена.